# Mohamed Hanim
Mohamed Hanim (ur. 23 czerwca 1966) – malediwski lekkoatleta, olimpijczyk.
Reprezentował Malediwy w sztafecie 4 × 100 metrów na Letnich Igrzyskach Olimpijskich 1988, które odbyły się w Seulu. Odpadł w fazie eliminacji.